# Hans Conzelmann
Hans Conzelmann, né le 27 octobre 1915 à Tailfingen (Bade-Wurtemberg) et mort le 20 juin 1989 à Göttingen, est un bibliste et théologien protestant allemand, spécialiste du Nouveau Testament, en particulier de l'Évangile selon Luc. En exégèse biblique, il occupe une place majeure dans le domaine de la Redaktionsgeschichte (« critique de la rédaction »). Il a également théorisé le concept de Heilsgeschichte (« histoire du salut »).

## Biographie
Hans Conzelmann est étudiant aux universités de Tübingen et de Marbourg, où il suit l'enseignement de Hans von Soden et de Rudolf Bultmann. Après la Seconde Guerre mondiale, où il est grièvement blessé, il devient l'assistant de Helmut Thielicke à l'université de Tübingen tout en exerçant son ministère de pasteur. Après avoir reçu son habilitation à l'université de Heidelberg, il y enseigne le Nouveau Testament. Il est ensuite  nommé professeur à l'université de Zurich (1956) puis à celle de Göttingen, où il poursuit son enseignement de 1960 jusqu'à sa retraite en 1978.

## Thèses
L'un de ses principaux ouvrages, Die Mitte der Zeit (Tübingen, 1954), aborde la théologie de l'Évangile selon Luc sous l'angle de la Redaktionsgeschichte et ouvre la voie à l'exégèse lucanienne de la seconde moitié du XXe siècle. Avec d'autres disciples de Bultmann, Conzelmann met en question le caractère eschatologique du message de Jésus de Nazareth et souligne le fait que le Royaume de Dieu est déjà présent dans les paroles de Jésus, qui n'annoncent  donc pas la fin du monde pour un avenir proche. Pour Conzelmann, Luc insiste moins sur l'imminence du retour de Jésus et de sa parousie que sur l'action de Dieu à l'œuvre dans l'histoire.

## Publications

### En langue française
- Théologie du Nouveau Testament, Centurion/Labor et Fides, 1969
- (Avec Andreas Lindemann), Guide pour l'étude du Nouveau Testament, Labor et Fides, 1999 1999  (ISBN 2-8309-0943-7)

### Autres langues
- Die Mitte der Zeit : Studien zur Theologie des Lukas
- (Avec Andreas Lindemann), Grundriß der Theologie des Neuen Testaments
- (Avec Andreas Lindemann), Arbeitsbuch zum Neuen Testament